# Троепольский, Гавриил Николаевич
Гавриил Николаевич Троепо́льский (16 [29] ноября 1905 — 30 июня 1995, Воронеж) — русский советский писатель, публицист, драматург и сценарист. Заслуженный работник культуры РСФСР (1985). Лауреат Государственной премии СССР (1975).
Обладатель ордена Трудового Красного Знамени, ордена Дружбы народов и золотой медали фонда «Леонардо да Винчи», почётный гражданин Воронежа и Острогожска, почётный доктор Воронежского государственного университета (1993).

## Биография
Родился 16 (29) ноября 1905 года в селе Ново-Спасское на Елани (ныне — Новоспасовка Грибановского района Воронежской области) в семье священника Николая Семёновича и Елены Гавриловны Троепольских (в семье было шестеро детей).
По обстоятельствам времени (крушение империи, революции 1917 года) Г. Троепольскому пришлось учиться в четырёх средних учебных заведениях: начинал в Новохоперской гимназии (3 класса), продолжал в Новогольской школе 2-й ступени (в с. Новогольское), а после её закрытия окончил в Новохопёрске же последний класс. Уже со средним образованием в 1921 году он поступил в среднее сельскохозяйственное училище (с. Алешки Борисоглебского уезда).
Окончил в 1924 году сельскохозяйственное училище, работал сельским учителем в сёлах Питим и Махровка Тамбовской обл. (ныне Воронежской обл.). В 1931 году его отец-священник был расстрелян (реабилитирован в 1988), в связи с чем Гавриил Николаевич был вынужден оставить педагогическую деятельность как сын «врага народа» и перейти на работу агрономом. С 1931 года работал в Алешковском опорном пункте Воронежской областной опытной станции в с. Красная Грибановка (ныне несуществующем); в 1937—1953 годах был заведующим Острогожским государственным сортоиспытательным участком по зерновым культурам (в с. Гнилое Острогожского района); вёл селекцию проса: вывел восемь сортов проса, один из выведенных им сортов был районирован в Центральной Чернозёмной зоне (просо «Острогожское-9»), опубликовал ряд статей, а затем и две книги по проблемам селекции.
Во время немецко-фашистской оккупации Воронежской области (1942—1943) выполнял задания советской фронтовой разведки, находясь в с. Гнилом и продолжая селекционную работу.
В 1953 году в № 3 журнала «Новый мир» были опубликованы «Записки агронома» Троепольского, эта публикация принесла автору всесоюзную известность. Воронежский обком партии осудил эту публикацию как очерняющую советскую действительность. Поначалу неодобрительно отозвался о сатирических рассказах Троепольского Валентин Овечкин. В поддержку автора высказался А. Т. Твардовский, с тех пор в течение многих лет лучшие свои работы Троепольский печатал в «Новом мире»; со временем дружба главного редактора столичного журнала и провинциального писателя окрепла, она продолжалась до самой смерти Александра Трифоновича. Впоследствии «Бима» Троепольский посвятил памяти Твардовского.
В Воронеже Троепольский жил на улице Чайковского, дом № 8.
Умер 30 июня 1995 года. Похоронен в Воронеже на Коминтерновском кладбище.
Уже после смерти писателя в Воронеже, где он жил долгие годы, около Театра кукол, установлен памятник Биму (авторы памятника Эльза Пак и Иван Дикунов, воронежские скульпторы, лауреаты Государственной премии России).
Имя писателя носит улица в микрорайоне Подгорное в Воронеже и городская библиотека № 32. В январе 2018 года в Воронежской школе № 102 открыли музей Гавриила Троепольского. Младшая дочь писателя Надежда передала туда его личные вещи — пальто, рукописи, ручки.
18 декабря 2018 года в Воронеже на заседании комиссии по культурному наследию была одобрена идея создания памятника Гавриилу Троепольскому. Монумент установили в парке «Орлёнок» после завершения его благоустройства. Место для памятника выбрали неслучайно: парк «Орлёнок» граничит с домом № 8 по улице Чайковского, в котором жил писатель.
Мемориальные доски Г. Н. Троепольскому установлены на домах, где он жил: в Острогожске (ул. Ленина, д. 11) и в Воронеже (ул. Чайковского, д. 8, 19 мая 1998 г., из розового карельского гранита работы скульптора А. И. Кожевникова), на здании бывшей начальной школы села Махровка Борисоглебского городского округа (здесь он учительствовал), на здании Дворца культуры в селе Хомутовка Грибановского района (там прошла юность Гавриила Троепольского).
Информационный стенд, посвящённый жизни и творчеству писателя и агронома-селекционера Гавриила Троепольского, установили в селе Гнилое Острогожского района (Гавриил Троепольский c 1937 по 1954 год работал заведующим государственным Гниловским сортоучастком).

## Творчество
Во второй половине 50-х гг. Троепольский получил признание как один из лучших представителей очерково-публицистической прозы на сельскохозяйственные темы. В этом он следовал за Овечкиным, с которым у него были общими как знания о делах в деревне из собственного практического опыта, так и стремление к искренности при изображении отрицательных явлений действительности.
«Белый Бим Черное ухо» — повесть, прославившая воронежского писателя. Написанная в 1971 году, она приобрела успех сразу после выхода в свет. Книга выдержала большое количество переизданий, переведена более чем на 20 языков мира. В 1975-м Гавриил Троепольский получил за нее Государственную премию СССР. В 1977 году Станислав Ростоцкий снял одноименный двухсерийный кинофильм, который стал победителем многих кинофестивалей и номинировался на «Оскар» в категории «Лучший иностранный фильм».
Книги писателя переведены на 52 языка. Среди произведений — рассказы, повести, пьесы, публицистика:
- «Из записок агронома» (1953 — журнал «Новый мир»; в 1954 году вошли в сборник «Прохор XVII и другие»[11]) — сатирические рассказы, в 1955 году по этим рассказам С. Ростоцким был снят фильм «Земля и люди»
- «Земля и люди» (1955) — сценарий фильма
- «Кандидат наук» (1958) — сатирическая повесть
- «Чернозём» (1958—1961; переработанная редакция 1972) — роман
- «В камышах» (1963) — повесть
- «О реках, почвах и прочем» (1963) — публицистический очерк, содержащий резкую критику бесхозяйственного использования водных ресурсов Средней России
- статьи в газете «Правда» в защиту природы (1966)
- «Постояльцы» (1971) — пьеса
- «Белый Бим Чёрное ухо» (1971) — повесть (переведена более чем на 20 языков)
- «Здравый смысл» (1975)

В 1994 году его произведения изданы в США в серии «Классики».
Слово к маленьким людям, которые будут потом взрослыми, слово к взрослым, которые не забыли, что были когда-то детьми.
— Слова автора ко всем читателям его книги «Белый Бим Черное ухо».

## Награды и премии
- Орден Трудового Красного Знамени
- Орден Дружбы народов (7 августа 1981 года)
- Государственная премия СССР (1975) — за повесть «Белый Бим чёрное ухо» (1971)
- литературная премия «Банкареллино» (Италия, 1981)
- золотая медаль «Фонда Леонардо да Винчи» (Флоренция)
- Заслуженный работник культуры РСФСР (28 ноября 1985 года) — за заслуги в области советской культуры и многолетнюю плодотворную работу[12].
- Почётный гражданин Воронежа (1993)
- Почётный гражданин Острогожска
- Почётный доктор Воронежского государственного университета (1993)